# Akapei Latu
Akapei Latu (ur. 3 listopada 1978) – tongański judoka. Olimpijczyk z Aten 2004, gdzie odpadł w eliminacjach w wadze lekkiej.
Uczestnik mistrzostw świata w 2003, 2005 i 2007. Brązowy medalista mistrzostw Oceanii w 2003 roku.

## Letnie Igrzyska Olimpijskie 2004
| Konkurencja | Eliminacje                   | Klas. końcowa |
| Konkurencja | Przeciwnik I                 | Miejsce       |
| ----------- | ---------------------------- | ------------- |
| -73 kg      | Nur ad-Din al-Jakubi (ALG) P | I runda.      |